# Sólidos de Catalan
Os Sólidos de Catalan são uma família de poliedros gerados como os Poliedros duais dos Sólidos de Arquimedes.
O seu nome deve-se ao matemático belga Eugène Charles Catalan.
Todos são poliedros convexos de faces uniformes mas não têm vértices uniformes, isto porque os Sólidos de Arquimed que os geram são de vértices uniformes e não de faces uniformes; as faces que formam os sólidos de Catalan não são polígonos regulares, mas os seus ângulos diédricos são iguais em todo o poliedro.
Os sólidos de Catalan são 13, tantos como os sólidos de Arquimedes.
O dodecaedro rômbico e o triacontaedro rômbico são poliedros de arestas uniformes. 
O Icositetraedro pentagonal e o Hexecontaedro pentagonal têm figura isomórfica.

## Tabela
| Sólidos de Catalan                                                               | Sólidos de Catalan | Sólidos de Catalan                |
| -------------------------------------------------------------------------------- | ------------------ | --------------------------------- |
| Tetraedro triakis Dual:Tetraedro truncado faces:Triângulos Isósceles             |                    | 12 faces 18 arestas 8 vértices    |
| Dodecaedro rômbico Dual:cuboctaedro Face:Losangos                                |                    | 12 faces 24 arestas 14 vértices   |
| Octaedro triakis Dual:Cubo truncado Faces:Triângulos Isósceles                   |                    | 24 faces 36 arestas 14 vértices   |
| Hexaedro tetrakis Dual:Octaedro truncado Faces:Triângulos Isósceles              |                    | 24 faces 36 arestas 14 vértices   |
| Icositetraedro deltoidal Dual:Rombicuboctaedro Faces:Deltóides                   |                    | 24 Faces 48 arestas 26 vértices   |
| Dodecaedro disdiakis Dual:Cuboctaedro truncado Faces:Triângulos Escalenos        |                    | 48 faces 72 arestas 26 vértices   |
| Triacontaedro rômbico Dual:Icosidodecaedro Faces:Losangos                        |                    | 30 faces 60 arestas 32 vértices   |
| Icosaedro triakis Dual:Dodecaedro truncado Faces:Triângulos Isósceles            |                    | 60 faces 90 arestas 32 vértices   |
| Dodecaedro pentakis Dual:Icosaedro truncado Faces:Triângulos Isósceles           |                    | 60 faces 90 arestas 32 vértices   |
| Hexecontaedro deltoidal Dual:Rombicosidodecaedro Faces:Deltóides                 |                    | 60 faces 120 arestas 62 vértices  |
| Triacontaedro disdiakis Dual:Icosidodecaedro truncado Faces:Triângulos Escalenos |                    | 120 faces 180 arestas 62 vértices |
| Icositetraedro pentagonal Dual:Cubo snub Faces:Pentágonos Irregulares            |                    | 24 faces 60 arestas 38 vértices   |
| Hexecontaedro pentagonal Dual:Icosidodecaedro snub Faces:Pentágonos Irregulares  |                    | 60 faces 150 arestas 92 vértices  |